# Aimpoint Comp M2紅點鏡

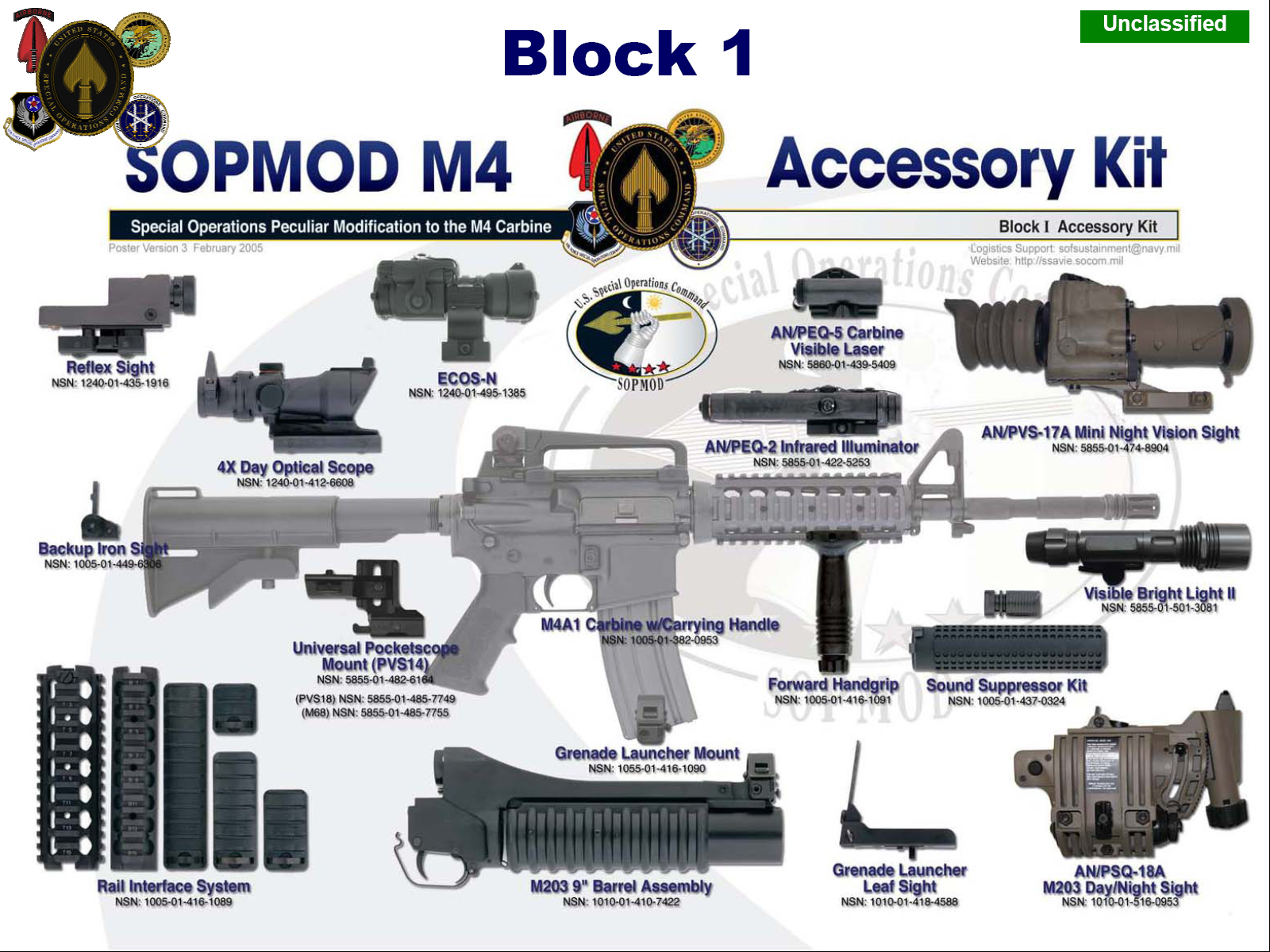
SOPMOD Block I（有Aimpoint Comp M2的衍生型：ECOS-N）

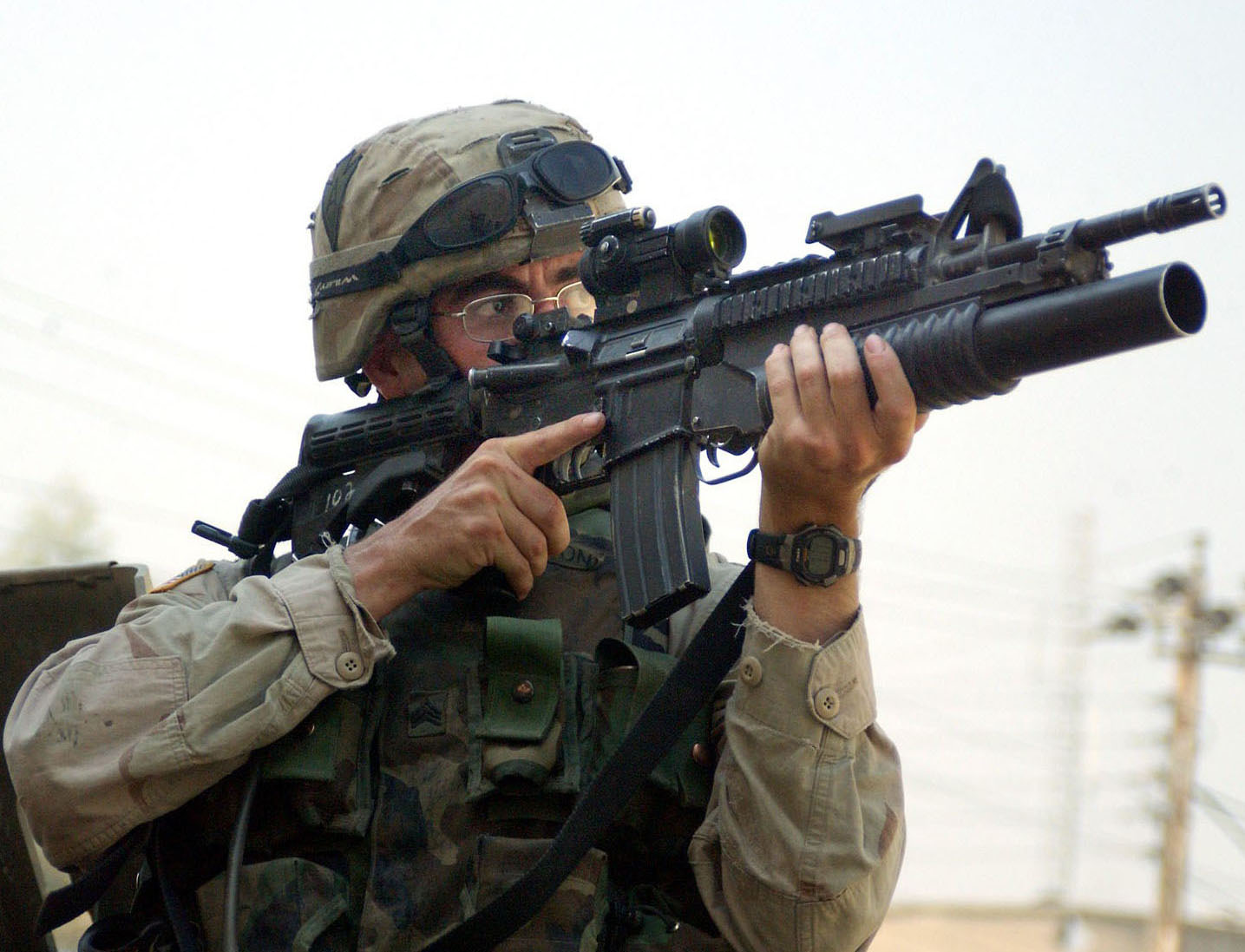
裝有Aimpoint Comp M2紅點鏡和M203榴彈發射器的M4卡賓槍。

Aimpoint Comp M2是一個由Aimpoint公司生產的紅點反射式瞄準鏡。
該部件是按照美國軍用標準（英語：MIL-SPEC）所製造，目前正在美国武装部队之中服役，並且被命名為M68近身距離作戰光學瞄準鏡（M68 CCO）。其國家庫藏編號（英語：National Stock Number，簡稱NSN；後來NSN之意被改稱為）為1240-01-411-1265，又被稱為M68 Aimpoint紅點鏡。
Comp M2瞄準鏡在設計上是用在M16系列步槍（即是M4卡賓槍也可裝上），但亦可安裝於其他同樣可以利用MIL-STD-1913戰術導軌安裝配件的任何武器。Comp M2瞄準鏡亦可以與夜視鏡兼容，使用後瞄準點仍然可以通過夜視瞄準鏡和護目鏡所看見。

## 概述
Aimpoint Comp M2的防水深度能夠達到25公尺（27.34码，82.02英尺），而它亦使用一顆3伏特的2L76或DL1/3N型锂电池供電運作。由於使用了其专利等級的高效電路技術（英語：Circuit Efficiency Technology，簡稱：CET）科技，可以調節因應情況瞄準點的亮度至更好的能見度和增加电池壽命。他們亦宣稱一顆電池就能夠提供約10,000小时的操作時間，瞄準點尺寸為4角分。
事實上，Aimpoint Comp M2在50公尺（54.68码，164.04英尺）以外並無视差，也就是說，雖然鏡裡的紅點會隨著眼睛的視線和方位位置而在鏡內移動，它總是代表著那個瞄準點。紅點在50公尺（54.68码50公尺）以內會保持在中心的標線。
Aimpoint Comp M2被美國、瑞典、以及各個北約國家（當中包括挪威）屬下的軍隊所使用。當中有一種衍生型又被稱為ECOS-N（國家庫藏編號：1240-01-495-1385）也已作為美國（SOPMOD）的配件的一部分。這種瞄準鏡上亦被發現可在民用市場、被各間的執法機關（特別是特警隊之類，涉及到近距離戰鬥的情況）以及休閒射擊之中使用。
Comp M2經常被批評其紅點的能見度定得太高而導致電池壽命過短，就算必需是在光明充足的環境下。開／關／能見度的旋轉按鈕也容易在武器存放或檢索狀態以下無意中開啟，尤其是在載具上安裝和拆卸。電池會因意外接觸瞄準鏡的大功率而經常被燒壞。裝在瞄準鏡上以保持旋轉按鈕狀態的大型橡皮鈕帶有時會意外開啟其電源。
有些使用裝上了M203的步槍／卡賓槍的使用者並不喜歡搭配M68使用，就算是可以使用，都會因為它限制了M203的立式標尺的能見度。然而，在引進了奈特軍火公司（英語：Knight's armament company，簡稱：KAC）為M203以及M203PI而研製的象限光學瞄準鏡以及將會取代M203而且改用M320以後，這些問題都變得越來越少，因為KAC的象限光學瞄準鏡以及M320的立式標尺通常都安裝在其武器的左邊，這樣就可以繼續使用步槍／卡賓槍的平頂機匣上的光學瞄準鏡。
儘管後來Aimpoint推出了後繼型M68（即Aimpoint Comp M3）而且宣稱它使用了全新的先進高效電路技術（英語：Advanced Circuit Efficiency Technology，簡稱：ACET）科技，一顆電池就能夠在10個等級的光度之中的第7級提供約50,000小时的操作時間、防水深度提升至45公尺（49.21码，147.64英尺）以及瞄準點尺寸為縮小為2角分；但是後來Aimpoint推出了全新的Aimpoint Comp M4軍用紅點瞄準鏡，宣稱在使用與M3相同的科技以下，使用一顆AA電池就能夠提供約80,000小時甚至8年的操作時間。這完全解決了Comp M2和Comp M3必需使用2L76或DL1/3N型專用電池的問題。
到了2011年8月，美国陆军已經購入了1,000,000具M68近距離作戰光學瞄準鏡。美國陸軍大約85％的M4都裝上了近距離作戰光學瞄準鏡，雖然光學瞄準鏡亦可根據部隊而有所不同。該光學瞄準鏡可讓士兵更有效打擊300公尺以內的目標，同時保持雙眼睜開的態勢感知能力。戰後調查顯示近距離作戰光學瞄準鏡獲得了85％的接受率，說明它是一種有效而且在近距離戰鬥時有值的光學瞄準鏡。美國陸軍其餘的步槍都裝上了M150步槍戰鬥光學瞄準鏡。

## 光學規格和尺寸
- 長度：130毫米（5.12英寸）
- 寬度：55毫米（2.17英吋）
- 高度：55毫米（2.17英吋）
- 安裝環寬度：30毫米（1.2英吋）
- 重量：200克（7.1盎司）

## 流行文化

### 動漫
- 2012年—《槍械少女！！》：第四話登場。

### 電玩遊戲
- 2017年—《絕地求生》（PlayerUnknown's Battlegrounds）：奇怪的採用了2倍率放大，命名為2倍瞄準鏡。
- 幽灵行动：荒野（GhostRecon:Wildland）：奇怪的可以使用两种瞄准点和可以进行放大。

## 資料來源
1. ↑  Army Field Manual FM 3-22.9, Chapter 8 （页面存档备份，存于）. www.globalsecurity.org. Retrieved  8 March 2011
2. ↑  .   [2012-05-05]. （原始内容存档于2011-07-08）.
3. ↑   (PDF).   [2013-10-26]. （原始内容 (PDF)存档于2014-05-28）.

- （英文）—Aimpoint官方產品網站—
  - Comp M2 - M68/CCO[永久]
  - Comp ML2[永久]
  - Comp M3[永久]
  - Comp ML3

## 外部連結
- （英文）—U.S. Army website with entry on the M68
- （英文）—Increasing Small Arms Lethality in Afghanistan: Taking Back the Infantry Half-Kilometer（页面存档备份，存于） Describes the use of the M68 optical system
- （简体中文）—D Boy Gun World（槍炮世界）—
  - AR-15/M16专辑—典型的瞄准装置（页面存档备份，存于）
  - Comp M2 / Comp ML2（页面存档备份，存于）
  - Aimpoint Comp M3（页面存档备份，存于）